# Zdravko Zovko
Zdravko Zovko (* 25. Mai 1955 in Kolibe Gornje) ist ein kroatischer Handballtrainer und ehemaliger Handballspieler.

## Karriere
als Spieler
Der 1,83 m große Zdravko Zovko spielte für den RK Medveščak Zagreb. Mit der Jugoslawischen Nationalmannschaft gewann er bei der Weltmeisterschaft 1974 die Bronze- und bei der Weltmeisterschaft 1982 die Silbermedaille. Bei den Olympischen Spielen 1984 wurde er Olympiasieger. In Los Angeles erzielte er in sechs Spielen vier Tore. Insgesamt bestritt er 119 Länderspiele.
als Trainer
Als Trainer betreute er ab 1990 den RK Zagreb, mit dem er mehrfach kroatischer Meister und Pokalsieger wurde. Seine größten Erfolge waren die beiden Siege im Europapokal der Landesmeister 1992 und 1993. Bei der Europameisterschaft 1994 und bei der Weltmeisterschaft 1995 führte er die Kroatische Männer-Handballnationalmannschaft zu Bronze und Silber. Mit dem slowenischen Verein Celje Pivovarna Lasko gewann er 1996, 1997 und 1998 jeweils Meisterschaft und Pokal. Für die Saison 1999/2000 kehrte er nach Zagreb zurück, holte das heimische Double und erreichte das Finale in der EHF Champions League 1999/2000. Ab 2000 trainierte er den ungarischen Verein KC Veszprém, mit dem er sechs Meisterschaften und fünf Pokalsiege errang. Nach dem verpassten Titel 2007 musste er für Lajos Mocsai weichen. Anschließend übernahm Zovko die kroatische Frauenmannschaft ŽRK Podravka Koprivnica, die er bis 2010 betreute. Nach einem von Vlado Stenzel vermittelten dreimonatigen Aufenthalt beim TSV Lohr im Frühjahr 2011, übernahm er im Mai das russische Frauenteam Swesda Swenigorod. Nach seinem Rauswurf im April 2013 war Zdravko Zovko Assistenztrainer von Slavko Goluža im kroatischen Nationalteam. Mit der Frauenmannschaft von Dunaújvárosi Kohász KA gewann er den EHF-Pokal der Frauen 2015/16.

## Privates
Zdravko Zovkos Bruder Željko ist ebenfalls Handballtrainer und ehemaliger Spieler.